# Michael van Gerwen
Michael van Gerwen (Boxtel, 25 april 1989) is een Nederlands professioneel darter. Hij won op 1 januari 2014 als jongste speler ooit het PDC World Darts Championship, nadat hij daar een jaar eerder al de finale van haalde. Het winnen van deze wedstrijd zorgde er tevens voor dat hij voor de eerste keer de nummer één werd op de wereldranglijst. Hij is thans drievoudig wereldkampioen. Van Gerwen won op 16 februari 2019 zijn 71e PDC Pro Tour-titel en verbrak zo het record van Phil Taylor, die in zijn loopbaan 70 Pro Tour-titels wist te winnen. Van Gerwen is anno 2024 de enige actieve PDC-speler die alle huidige major-toernooien een of meerdere keren wist te winnen.

## Carrière

### BDO-periode
Van Gerwen begon op z'n dertiende met darten in een café met vrienden. In 2006 nam hij deel aan de Topic International Darts League, die in Nijmegen gehouden werd. In de eerste ronde werd hij tweede in een poule met Tony Eccles, Colin Lloyd en Martin Atkins. In de tweede wedstrijdronde tegen de ervaren Martin Adams won Van Gerwen als jongste speler van het toernooi (Van Gerwen was net 17 jaar geworden) met een pijlgemiddelde van 36 tegen 35,6 van Adams, waarbij geen enkele leg met meer dan 15 pijlen werd uitgegooid. Ook gooide hij een 125-finish uit door dubbele bull, enkele bull en weer dubbele bull te gooien en was hij dicht bij een 9-darter. Voormalig wereldkampioen Andy Fordham, Darryl Fitton, mastercaller Martin Fitzmaurice en vele andere dartsliefhebbers bestempelden de wedstrijd, die door Van Gerwen met een 164-finish werd uitgegooid, als de beste wedstrijd die ze ooit hadden gezien.
Van Gerwen won nog geen maand later de Open Wales door in de finale Gary Anderson te verslaan.

### Overstap PDC
Op 14 januari 2007 gaf hij samen met Jelle Klaasen en Vincent van der Voort aan over te stappen naar de PDC. Kort na deze overstap won hij tijdens de Masters Of Darts van Phil Taylor, met 3-0 in sets. In de halve finale van hetzelfde toernooi gooide hij een 9-darter tegen Raymond van Barneveld.

### 2011
Op 3 januari 2011 speelde Van Gerwen de finale van het PDC World Youth Championship, waarin hij met 4–6 in legs verloor van Arron Monk.

### 2012
Op 17 mei 2012 speelde Van Gerwen zijn tweede finale van het PDC World Youth Championship op rij, maar verloor ditmaal met 3–6 in legs van James Hubbard. In 2012 bereikte Van Gerwen de wereldtop. Hij won dat jaar zeven PDC-Pro Tour-toernooien. In oktober won hij zijn eerste grote PDC-titel, de World Grand Prix. In november speelde Van Gerwen zijn tweede PDC-finale, de Grand Slam of Darts, die hij verloor van zijn landgenoot en meervoudig wereldkampioen Raymond van Barneveld. Op 30 december 2012 bereikte hij de finale van het PDC World Darts Championship, waarin Phil Taylor nog te sterk was. Daarmee speelde hij dat seizoen voor de derde keer de finale van de laatste vier grote PDC-toernooien.

### 2013
Op 1 januari 2013 verloor Van Gerwen met 4-7 van Phil Taylor in de finale van het PDC World Darts Championship. Door zijn goede prestaties in 2012 steeg hij echter naar de vierde plaats op de wereldranglijst. Met die prestatie kwalificeerde hij zich voor het eerst voor de Premier League Darts. In april bereikte hij de tweede plaats op de Order of Merit. In mei won Van Gerwen zijn wedstrijd tegen Robert Thornton met 7-1, en hiermee werd hij eerste in de eindstand van de reguliere competitie. Voor het eerst in de historie van de Premier League Darts stond dan ook niet Phil Taylor bovenaan aan het einde van de reguliere competitie. Op 16 mei won Van Gerwen de Premier League Darts door in de finale diezelfde Taylor met 10-8 te verslaan. In de halve finales had hij van James Wade gewonnen met 8-4. Op 19 mei won Van Gerwen het Euro Darts Open-toernooi in Düsseldorf. Hij versloeg de Australiër Simon Whitlock met 6-2 en won hiermee opnieuw een PDC-toernooi. Nog eens zes dagen later, op 25 mei, wist Van Gerwen ook het eerste PDC-toernooi dat ooit in de open lucht is gehouden, de Dubai Masters, te winnen door in de finale met 11-7 te winnen van Raymond van Barneveld. Na winst in het derde evenement van de European Tour, werd ook het vierde gewonnen. Op 2 juni klopte Van Gerwen in de finale van de Austrian Darts Open Mervyn King met 6-3. Op 23 juni mocht hij zijn elfde titel van het jaar bijschrijven; hij won in de finale van het zesde vloertoernooi van het Players Championship met 6-1 van Andy Hamilton.
Op 1 december pakte Van Gerwen zijn derde grote titel bij de PDC, namelijk de Player Championship Finals. In de tweede ronde stond hij 3-6 in legs achter tegen Adrian Lewis, maar door de laatste vier legs te winnen pakte Van Gerwen alsnog de winst. In de finale stond hij vervolgens eveneens met 3-6 achter tegen Phil Taylor. Onder meer dankzij drie elfdarters won Van Gerwen vervolgens zeven legs op rij en wist hij The Power uiteindelijk met 11-7 te verslaan.

### 2014
Van Gerwen won op 1 januari 2014 de finale van het PDC World Darts Championship met 7-4 in sets van de Schot Peter Wright. Van Gerwen maakte in de beginfase 4-0, waarna Wright terugkwam tot 6-4. Toen Wright op 6-5 in sets dreigde te komen, gooide Van Gerwen de 7-4 in sets en werd hij wereldkampioen. Hij gooide in de beslissende leg 72 uit, door twee pijlen in de enkele 16 en de laatste in de dubbel 20 te mikken. Hiermee won hij zijn eerste wereldtitel. Als 24-jarige was hij direct ook de jongste speler ooit die het PDC World Darts Championship op zijn naam schreef. Dat was tot op dat moment Adrian Lewis, die het toernooi op zijn 25ste voor het eerst won in 2011. Van Gerwen was daarnaast de tweede Nederlander die het PDC WK won, na Raymond van Barneveld (in 2007).
Van Gerwen bereikte dankzij het winnen van het WK ook voor het eerst de nummer één positie op de PDC-wereldranglijst. Daarmee loste hij Phil Taylor af, die vanaf juni 2008 de ranglijst aanvoerde. Van Gerwen was de negende speler die deze nummer één positie bereikte en de tweede Nederlander, eveneens na Van Barneveld (in 2008).
In het eerste EuroTour-toernooi, het German Darts Championship, ging Van Gerwen in de kwartfinale onderuit tegen Jelle Klaasen. Het tweede EuroTour-toernooi, het Dutch Darts Masters in Veldhoven, werd wel een prooi voor Van Gerwen. In de finale versloeg hij Mervyn King met 6-4. Van Gerwen won vervolgens de zesde UK Open-qualifier en het tweede Players Championship. In het derde Players Championship gooide Van Gerwen een 9-darter tegen Phil Taylor, maar ondanks dit en een 114+ gemiddelde won Taylor met 6-5.
Door zijn zege tijdens de laatste UK Open-qualifier, plaatste Van Gerwen zich als nummer een voor de UK Open. Na ruime zeges op James Hubbard, Andy Hamilton, Mark Webster en Ian White ging hij onderuit tegen Terry Jenkins in de halve finale.
Tijdens de eerste speelronde van de Premier League speelde Van Gerwen tegen Phil Taylor. 'MvG' veegde zijn tegenstander met 7-0 met een gemiddelde van 109+. Het was de eerste keer dat Taylor op televisie verloor zonder een leg te pakken. De Nederlander bereikte de play-offs door als eerste te eindigen op de ranglijst. Na 16 wedstrijden kwam zijn puntenaantal op 24 punten, vier meer dan landgenoot Raymond van Barneveld.
Van Gerwen bereikte de finale in het derde EuroTour-toernooi, het German Darts Masters, gehouden in Berlijn tijdens Pasen. Hierin verloor hij met 6-4 van Taylor. Het was de tweede keer in vijf dagen tijd dat Van Gerwen van hem verloor, na een nederlaag tijdens een speelronde van de Premier League. Eerder in het toernooi versloeg Van Gerwen wel Jyhan Artut (6-0), David Pallett (6-3), Steve Beaton (6-0) en Adrian Lewis (6-3) met steeds gemiddelden van boven de 100 per drie pijlen.
Nadat Van Gerwen voor het tweede jaar op rij de ranglijst van de Premier League had aangevoerd, kwam hij in de halve finale van de play-offs Gary Anderson tegen. Na een gelijkopgaande wedstrijd trok Van Gerwen met 8-7 aan het langste eind, waarmee hij voor het tweede jaar op rij de finale van de Premier League haalde. In de finale verloor hij met 10-6 van Raymond van Barneveld.
Een week na de verloren Premier League-finale won Van Gerwen wel voor het tweede jaar op rij de Dubai Darts Masters. Na winst op James Wade (10-9) en Adrian Lewis (11-7) versloeg hij in de finale Peter Wright met 11-7. Het was de eerste keer dat Van Gerwen een grote titel prolongeerde.
In het eerste weekend van juni won Van Gerwen samen met Raymond van Barneveld de World Cup of Darts. Na winst op Italië, Spanje, België en Noord-Ierland versloegen ze in de finale samen Engeland. Van Gerwen versloeg Phil Taylor daarin met 4-0 en Adrian Lewis met 4-2. Door de eerdere winst van Van Barneveld op Lewis (4-0) was de winst na drie single-partijen binnen. In de halve finale tegen Noord-Ierland gooide het koppel een gemiddelde van 117.88 in de beslissende koppelpartij (4-0). Dit was het op een na hoogste televisiegemiddelde ooit.
Op de World Matchplay in Blackpool behaalde Van Gerwen opnieuw een finale. Nadat hij Steve Beaton (10-7), Ian White (13-4), Dave Chisnall (16-12) en Simon Whitlock (17-13) versloeg, nam Van Gerwen het in de finale op tegen Phil Taylor, die zijn ongeslagen status behield en Van Gerwen versloeg met 18-9.
Een kleine maand later stond Van Gerwen op de Singapore Darts Masters. In de kwartfinale zette hij Andy Hamilton met 10-4 opzij, in de halve finale versloeg Van Gerwen James Wade met 11-9. Dezelfde dag won hij in de finale met 11-8 van Simon Whitlock. Zes dagen later begon de Perth Darts Masters. In de eerste ronde won Van Gerwen van Kyle Anderson (6-0). In de kwartfinale versloeg hij, met een gemiddelde van 120.92, Paul Nicholson met 8-3, waarna hij in de halve finale won van James Wade met 10-6. In de finale stond hij tegen Phil Taylor, van wie hij met 11-9 verloor.
In oktober speelde Van Gerwen de World Grand Prix Darts. Na overwinningen op achtereenvolgens Van der Voort (2-0), Winstanley (3-1), King (3-2) en Bunting (4-0) won hij het toernooi voor de tweede keer door in de finale James Wade te verslaan: 5-3.
Eind oktober speelde hij de European Championships. In de eerste ronde versloeg hij in een matige partij Justin Pipe met 6-3. In de tweede ronde wist hij in een spannende partij uiteindelijk met 10-8 Brendan Dolan te verslaan. Vanaf de derde ronde was hij vervolgens niet meer te stoppen. In de kwartfinale versloeg hij Dave Chisnall met 10-5 en een gemiddelde van 111. In de halve finale versloeg hij Raymond van Barneveld, die ook een goed toernooi speelde, in het begin had hij het nog even moeilijk, maar uiteindelijk won Van Gerwen met 11-6 en gooide hij een 9-darter. In de finale werd Terry Jenkins vrij simpel met 11-4 verslagen.

### 2015
Van Gerwen begon het nieuwe jaar met het bereiken van de halve finale van het WK 2015. Hierin schakelde de latere toernooiwinnaar Gary Anderson hem met 3-6 in sets uit. Van Gerwen kwam tijdens de wedstrijd van 0-1 terug tot 1-1 en van 1-3 tot 3-3. In de zevende set miste hij drie pijlen op een dubbel 18 waarmee hij 4-3 in sets voor kon komen. Anderson sleepte de set vervolgens met 2-3 binnen en de laatste twee met 1-3 en 2-3.
Februari
Na het WK 2015 zette Mighty Mike een ongelofelijke serie wedstrijden neer. Op 1 februari won hij voor het eerst in zijn carrière The Masters. Hierin versloeg hij achtereenvolgens Wes Newton (10-5), Dave Chisnall (10-9), Adrian Lewis (11-6) en in de finale Raymond van Barneveld (11-6). 5 februari was de eerste speelronde van de Premier League. Van Gerwen versloeg de Belg Kim Huybrechts met 7-3. Het daaropvolgende weekend werden de eerste drie UK Open-kwalificatietoernooien gespeeld. Op de vrijdag haalde Van Gerwen de finale. Hierin verloor hij van Adrian Lewis met 6-1. Het tweede kwalificatietoernooi wist Van Gerwen wel te winnen. In de finale werd landgenoot Vincent van der Voort met een gemiddelde van 116.39 verslagen. Ook het derde kwalificatietoernooi van dat weekend wist Van Gerwen te winnen door in de finale met 6-1 van James Wade te winnen. Op 12 februari werd Stephen Bunting in de tweede speelronde van de Premier League met 7-3 opzij gezet. Op 15 februari wist hij het 1e European Tour toernooi achter zijn naam te zetten, nadat in de finale van de German Darts Championship Gary Anderson met 6-2 werd verslagen. Op 19 februari wist Van Gerwen tegen diezelfde Gary Anderson met 7-4 te winnen in de derde speelronde van de Premier League. Op 20 februari won Van Gerwen ook het 4de UK Open-kwalificatietoernooi door in de finale van landgenoot Jelle Klaasen te winnen. Nadat hij in het 5de kwalificatietoernooi was gestrand bij de laatste 16, liet hij het 6de kwalificatietoernooi aan zich voorbijgaan, aangezien hij toch al was geplaatst voor de UK Open. De maand februari werd door Van Gerwen afgesloten met een gelijkspel tegen Adrian Lewis in de vierde speelronde van de Premier League.
Maart
Van Gerwen begon de maand maart zoals hij februari had beëindigd, met een gelijkspel in de Premier League zij het nu tegen Peter Wright. In het tweede weekend van maart wist Van Gerwen zijn tweede Major te pakken. Nadat respectievelijk Paul Nicholson (9-3), Paul Hogan (9-4), Kim Huybrechts (9-2), Devon Petersen (10-5) en Andrew Gilding (10-8) werden verslagen, won Van Gerwen in de finale van de UK Open met 11-5 van Peter Wright. Na het winnen van de UK Open werd in de 6e speelronde van de Premier League The Power met 7-3 verslagen. Nadat Van Gerwen op de 1e Players Championship in de 1e ronde verloor van Kyle Anderson, liet hij de 2e Players Championship wegens griep aan zich voorbijgaan. Op 19 maart werd de 7e speelronde van de Premier League gespeeld, waarin Van Gerwen opnieuw zijn ongeslagen status wist vast te houden door met 7-4 te winnen van Dave Chisnall. Op 22 maart won Van Gerwen ook het 2e European Tour toernooi, namelijk de Gibraltar Darts Trophy 2015. In de finale won Van Gerwen met 6-3 van Terry Jenkins. Maart werd afgesloten met een 7-2 overwinning op landgenoot Raymond van Barneveld in de 8e speelronde van de Premier League.
April
Op 2 april pakte Van Gerwen zijn 7e overwinning in de Premier League door met 7-4 te winnen van James Wade. Het eerste weekend van april werd het 3e European Tour toernooi gespeeld. Van Gerwen won opnieuw door in de finale met 6-5 van John Henderson te winnen. Door de overwinning op de German Darts Masters 2015 werd hij de tweede darter in de geschiedenis die over 24 maanden in de Order of Merit de grens van 1 miljoen pond overschreed. Op de daaropvolgende donderdag won Van Gerwen opnieuw in de Premier League met 7-5 van Stephen Bunting. In het tweede weekend van april werden respectievelijk de 3e, 4e en 5e Players Championship in Barnsley gespeeld. Op het 3e toernooi kwam Van Gerwen niet verder dan de laatste 32. Het 4e toernooi wist Van Gerwen wel achter zijn naam te zetten na een 6-1 overwinning in de finale tegen Adrian Lewis. Op het 5e toernooi in Barnsley strandde Van Gerwen bij de laatste 16 door te verliezen van Keegan Brown. De maand april werd afgesloten met 4 wedstrijden in de Premier League. Op 16 april verloor Van Gerwen zijn ongeslagen status in de Premier League. Landgenoot Raymond van Barneveld was met 7-3 te sterk. Op 23 april speelde Van Gerwen 2 wedstrijden op één avond. Eerst werd met 7-0 gewonnen van James Wade. Later op de avond verloor Van Gerwen met 7-5 van Gary Anderson. Op de laatste dag van april won Van Gerwen met 7-4 van Phil Taylor.
Mei
In het eerste weekend van mei werden de 6e, 7e en 8e Players Championship gespeeld in Coventry. Op de vrijdag werd er gewonnen door Van Gerwen. Hij was in de finale met 6-5 te sterk voor James Wade. Op de zaterdag verloor hij in de kwartfinale van landgenoot Christian Kist. De zondag liet hij aan zich voorbijgaan. Op de voorlaatste speeldag van de Premier League verloor Van Gerwen met 7-5 van Adrian Lewis. Waarna hij op de laatste speeldag zijn nummer 1-positie veilig speelde door gelijk te spelen tegen Dave Chisnall. Hierdoor werd Van Gerwen voor het derde jaar op rij nummer 1 op de ranglijst van de Premier League en plaatste hij zich dus opnieuw voor de Play-Offs eind mei. Op 16 en 17 mei werden de 9e en 10e Players Championship gespeeld in Crawley. Op beide toernooien strandde Van Gerwen in de halve finale tegen respectievelijk Gary Anderson en Dave Chisnall. Op 21 mei werden de Play-Offs van de Premier League gespeeld. In de halve finale won Van Gerwen knap met 10-8 van Raymond van Barneveld, maar in de finale verspeelde hij door veel gemiste dubbels de titel door uiteindelijk met 11-7 van Gary Anderson te verliezen. De maand mei werd afgesloten in de hitte van Dubai op de Dubai Darts Masters. De 2 voorgaande jaren had Van Gerwen beide keren het toernooi winnend afgesloten. In 2015 zou Van Gerwen daar zijn 3e aan toevoegen. Na winstpartijen tegen Raymond van Barneveld (10-8) en Adrian Lewis (10-9), won Mighty Mike in de finale van Phil Taylor met 11-8.
Juni
De maand juni begon voor Van Gerwen in zijn geboorteland op de Dutch Darts Masters 2015. Na winst op Mensur Suljović, Dave Chisnall, Mervyn King en Terry Jenkins veegde Van Gerwen Justin Pipe in de finale met 6-0 weg. Hiermee bracht Van Gerwen zijn aantal gewonnen toernooi in het jaar 2015 op twaalf, waaronder drie Majors, drie UK Open qualifiers, vier European Tour-toernooien en twee Players Championship-toernooien. Het eerstvolgende toernooi was op 11 juni de World Cup of Darts waar Van Gerwen en Raymond van Barneveld hun duo-titel moesten prolongeren. Na zeges op Verenigde Staten, Zuid-Afrika en Noord-Ierland verloren ze in de halve finale van Peter Wright en Gary Anderson namens Schotland. De titel ging naar de Engelsen, die een jaar eerder hun titel kwijtraakten aan Van Gerwen en Van Barneveld.
Juli
Van Gerwen won op zondag 26 juli de World Matchplay. Van de tien hoofdtoernooien van de PDC, was dit een van de twee titels die hij nog niet eerder won. Op zijn weg naar de eindzege versloeg Van Gerwen achtereenvolgens Benito van de Pas (10-4), Jamie Lewis (13-2), Ian White (16-13), Peter Wright (17-12) en James Wade (18-12). Tegen White moest hij een achterstand van 1-6 goedmaken. In al zijn andere partijen had hij zelf vrijwel voortdurend de overhand.
November
Van Gerwen won op zondag 1 november 2015 de finale van het European Darts Championship. Hij kwam hierin met 7-10 achter tegen Gary Anderson, maar won de laatste vier legs op rij en daarmee de partij met 11-10. Het was voor Van Gerwen de eerste keer in zijn carrière dat hij een titel op een hoofdtoernooi (major) prolongeerde. Hij schreef op 15 november 2015 vervolgens voor het eerst de Grand Slam of Darts op zijn naam. Hierin won hij in de finale met 16-13 van Phil Taylor. Door deze toernooioverwinning had Van Gerwen nu alle tien de hoofdtoernooien van de PDC minimaal één keer gewonnen. Daarop volgde op 23 november 2015 de eindzege in een voor het eerst als elfde televisietoernooi aan het schema toegevoegd evenement, de World Series of Darts Finals. Van Gerwen kwam ditmaal met 9-10 achter in de finale, tegen Peter Wright. Vervolgens gooide hij een finish van 129 uit voor 10-10 en won hij de door Wright begonnen laatste leg in elf darts: 11-10. Op zondag 29 november won Van Gerwen voor de tweede keer de Players Championship Finals door in de finale Adrian Lewis te verslaan. Het werd 11-6 in legs.
December
In december haalde Van Gerwen op het WK zijn minste resultaat van het seizoen. Nadat hij in de eerste ronde de Duitse kwalificatiespeler René Eidams met 3-2 versloeg en in de tweede Darren Webster met 4-0, verloor hij in de derde ronde met 4-3 van Raymond van Barneveld.

### 2016
Januari
Van Gerwen prolongeerde in januari 2016 voor de tweede keer in zijn carrière een titel op een hoofdtoernooi. Hij won The Masters door Peter Wright in de finale met 11-6 in legs te verslaan.
Februari
Op 25 februari schreef Van Gerwen geschiedenis door het allerhoogste gemiddelde ooit op een televisietoernooi te gooien. Met een gemiddelde van 123,40 versloeg hij Michael Smith tijdens de Premier League met 7-1.
Maart
Op 6 maart won Van Gerwen voor de tweede keer op rij de UK Open. Hij won de finale met 11-4 in legs van de Schot Peter Wright.
Mei
Van Gerwen bereikte op 19 mei voor de vierde keer op rij de finale van de Premier League Darts. Hij won de halve finale met 10-4 van Adrian Lewis. Later op de avond schreef hij voor de tweede keer in zijn leven het toernooi op zijn naam. Net als in 2013 versloeg hij in de finale Phil Taylor, ditmaal met 11-3.
Juli
Van Gerwen prolongeerde op 24 juli 2016 zijn titel op de World Matchplay. Daarmee werd hij na Phil Taylor en Rod Harrington de derde speler in de geschiedenis die dit toernooi meerdere keren won. Ditmaal versloeg hij diezelfde Taylor in de finale: 18–10.
Oktober
Van Gerwen won op 8 oktober 2016 voor de derde keer in zijn carrière de World Grand Prix door PDC-wereldkampioen Gary Anderson in de finale met 5-2 in sets te verslaan.
Op 30 oktober 2016 won Van Gerwen voor de derde keer op rij de European Championship door Oostenrijker Mensur Suljović met 11-1 in legs te verslaan.
November
Op 6 november 2016 won Van Gerwen voor de tweede keer op rij de World Series of Darts Finals. Net als in de finale van 2015 was Peter Wright de tegenstander. Hij won de finale deze keer met 11-9 in legs. Van Gerwen won later die maand ook voor het tweede jaar achter elkaar de Grand Slam of Darts. Hij won in de finale met 16–8 van James Wade. Van Gerwen boekte daarmee ook zijn 24e toernooizege in 2016, een evenaring van het record van Phil Taylor. Een week later won hij ook het Players Championship Finals 2016 en werd hij met 25 toernooizeges in een jaar alleenrecordhouder. Hij versloeg ditmaal Dave Chisnall in de finale (11–3).
December
Ondanks het record van 25 toernooizeges werd Van Gerwen niet genomineerd bij de verkiezing voor Sportman van het Jaar. Dat werd door diverse insiders gezien als diskwalificatie van de dartssport, maar volgens de jury telde ook mee dat Van Gerwen het WK niet had gewonnen. Dat zou hij enkele weken later alsnog doen.

### 2017
Januari
Van Gerwen won op 2 januari 2017 voor de tweede keer in zijn carrière het PDC World Darts Championship. Hij won in de finale met 7-3 van de toenmalig regerend wereldkampioen Gary Anderson. Door deze toernooiwinst was Van Gerwen op dat moment ook titelhouder in alle negen hoofdtoernooien waaruit het circuit van de PDC op dat moment bestond. Op 4 januari 2017 werden Van Gerwen tijdens het PDC Awards Dinner meerdere prijzen toegekend. De PDC zelf sprak van een Green Sweep (naar de kleur van het shirt van Van Gerwen tijdens wedstrijden). Van Gerwen kreeg de prijs voor de beste Pro Tour speler, een gouden pin voor het gooien van een 9-darter op een televisietoernooi, de prijs voor beste prestatie op televisie bij de Premier League in Aberdeen en tijdens het WK en die voor beste speler van het jaar voor de fans en een jury.
Van Gerwen won tijdens het laatste weekend van januari voor het derde jaar op rij The Masters. In de finale versloeg hij Anderson met 11–7.
Maart
Van Gerwen kampte in maart 2017 met rugklachten. Hierdoor kon hij niet spelen in de vijfde ronde van de Premier League en zegde hij af voor de UK Open, waarop hij zijn titel zodoende niet kon verdedigen.
Mei
Van Gerwen bereikte op 18 mei voor de vijfde keer op rij de finale van de Premier League Darts. Hij won in de halve finale met 10-7 van Gary Anderson. Later op de avond won die in de finale met 11-10 van Peter Wright nadat die 6(!) matchdarts overleefde en zo de titel alsnog kon pakken voor de derde keer in zijn loopbaan.
Oktober
Van Gerwen won op 29 oktober 2017 voor de vierde keer op rij de Europese titel door in de finale Rob Cross met 11-7 in legs te verslaan.
November
Van Gerwen won op 5 november 2017 voor de derde keer op rij de World Series of Darts Finals. In de finale won hij van Gary Anderson met 11-6 in legs.
Van Gerwen won op 19 november 2017 voor de derde keer op rij de Grand Slam of Darts. In de finale won hij met 16-12 in legs van Peter Wright. Eerder op de dag won Van Gerwen in de halve finale met 16-8 van Phil Taylor.
Van Gerwen won op 26 november won voor de derde keer op rij en voor de vierde keer in totaal de Players Championship Finals. In de finale won hij met 11-2 van Jonny Clayton.
December
Van Gerwen kwam op het WK 2018 tot de halve finale. Daarin verloor hij met 6-5 in sets van de latere toernooiwinnaar Rob Cross. Hij miste zelf zes matchdarts. Onder meer dankzij zijn overwinning op het WK in januari van 2017 werd Van Gerwen dit jaar echter wel genomineerd als Sportman van het Jaar.

### 2018
Januari
Van Gerwen is 2018 sterk begonnen. Hij won voor de vierde keer op rij The Masters door zijn landgenoot Raymond van Barneveld te verslaan met 11-9. Hij stond in die partij 4-1 en 8-5 achter, maar door onder meer een 124 finish op de dubbele bull voor 8-8, trok Van Gerwen de partij naar zich toe. Eerder won hij van Kim Huybrechts met 10-6, in de kwartfinale van James Wade met 10-2 en in de halve finale van Gary Anderson met 11-5.
Maart
Geen succes voor Van Gerwen op de UK Open. De tweevoudig kampioen van de UK Open verloor al in de derde ronde van landgenoot Jeffrey de Zwaan met 10-8.
Mei
In mei staat Van Gerwen in de play-offs van de Premier League Darts 2018. Hij speelt in de halve finale tegen Rob Cross, omdat hij de laatste partij van de reguliere competitie met 7-5 verloor van Gary Anderson. Van Gerwen won zijn wedstrijden in de play-offs van Rob Cross en Michael Smith en won de premier league voor de vierde keer.
Juli
De tweevoudig kampioen van de World Matchplay verloor al in de eerste ronde van landgenoot Jeffrey de Zwaan met 10-6.
Oktober
Van Gerwen won op 6 oktober 2018 voor de vierde keer in zijn carrière de World Grand Prix door Peter Wright in de finale met 5-2 in sets te verslaan. Op weg naar de finale, versloeg Van Gerwen onder meer Daryl Gurney en Dave Chisnall
November
Van Gerwen bereikt de finale op de Players Championship Finals, maar verliest hier van Daryl Gurney met 11-9
December
Van Gerwen wint op 30 december op het PDC World Darts Championship 2019 de halve finale van Gary Anderson en plaatste zichzelf daarmee in de finale op 1 januari 2019.

### 2019
Januari
Op 1 januari 2019 wint Van Gerwen het PDC World Darts Championship 2019 door in de finale Michael Smith met 7-3 in sets te verslaan. Dit is de derde wereldtitel voor Michael van Gerwen. Gedurende het hele toernooi gooit hij geen enkele keer een gemiddelde lager dan 100. In de finale gooide hij zijn laagste gemiddelde dat toernooi (102.21).
Februari
Op 3 februari 2019 wint van Gerwen voor het vijfde jaar op rij The Masters. In de finale tegen James Wade komt de Nederlander nauwelijks in de problemen en boekt hij een 11-5 overwinning. Op 7 februari begon Van Gerwen aan de Premier League Darts 2019. Hij won de eerste ronde met
7-5 van Michael Smith. Het volgende weekend begon het Pro Tour seizoen voor Van Gerwen. Op de zaterdag wist hij het eerste Players Championship van 2019 te winnen door in de finale zijn landgenoot Jermaine Wattimena te verslaan met 8-4. Op de zondag verloor hij in de kwartfinale met 6-3 van Jonny Clayton op het tweede Players Championship. De tweede ronde van de Premier League verliep soepel met een 7-3 win op Mensur Suljović. Op zaterdag 16 februari won Van Gerwen Players Championship 3 door in de finale Ian White met 8-5 te verslaan. Op Players Championship 4, op de zondag daarna, verloor de groene sloopkogel met 6-1 van Nathan Aspinall in de 8ste finales. De derde ronde van de Premier League won hij met 7-2 van Rob Cross. De vierde ronde was James Wade met 7-3 te sterk voor Van Gerwen.
Maart
Op 1 maart begon de UK Open. Van Gerwen ging met 10-6 onderuit tegen Mervyn King in de eerste ronde. Op 7 maart speelde de Vlijmenaar in 5e speelronde van Premier League Darts 2019 gelijk tegen de Schot John Henderson. De uitslag was 6-6. Een week later nam Mighty Mike het op tegen Gerwyn Price. Van Gerwen won toen ruim met 7-2 van The Iceman. In speelronde 7 van de Premier League Darts verloor Van Gerwen van de Noord-Ier Daryl Gurney met 7-5. Op vrijdag 24 maart begon de Europese Tour. Hij won dat toernooi in de finale met 8-6 van Rob Cross.

### 2021
September
In september 2021 won Van Gerwen de eerste editie van de Nordic Darts Masters. Hij versloeg in de eerste ronde met 6-5 de Litouwer Darius Labanauskas, in de kwartfinale met 10-4 de Let Madars Razma, in de halve finale met 11-7 de Welshman Jonny Clayton en in de finale met 11-7 de Engelse Fallon Sherrock. Met zijn winst behaalde hij zijn eerste titel van 2021.
December
Op 28 december werd bekend dat Van Gerwen zich moest terugtrekken uit het PDC World Darts Championship 2022 omdat hij positief werd getest op het coronavirus. Die avond zou hij eigenlijk aantreden tegen Chris Dobey in de derde ronde. De Engelsman ontving als gevolg van Van Gerwens afwezigheid een bye naar de vierde ronde.

### 2022
Juni
Van Gerwen ging als tweede vanuit de reguliere speelrondes de play-offs van de Premier League in. Daardoor mocht hij het op 13 juni in de halve finale opnemen tegen de als derde geplaatste James Wade, van wie hij met 10-4 won. In de daaropvolgende finale zag hij Joe Cullen in de beslissende leg een matchdart missen en Van Gerwen benutte deze kans om met 11-10 te winnen. Het was voor de Nederlander, die de dag erna een operatie zou ondergaan vanwege zijn carpaletunnelsyndroom, een eerste majortitel sinds november 2020.
Juli
Door achtereenvolgend Adrian Lewis, Joe Cullen, Nathan Aspinall en Dimitri van den Bergh te verslaan, wist Van Gerwen zich te plaatsen voor de finale van de World Matchplay. Met een einduitslag van 18-14 versloeg hij ook Gerwyn Price en won hij het toernooi voor de derde keer.
Augustus
Door te winnen van Bailey Marsh, Haupai Puha en Joe Cullen plaatste Van Gerwen zich voor de finale van de Queensland Darts Masters, dat onderdeel uitmaakte van de World Series of Darts. Met een score van 8-5 won hij ook van Gerwyn Price in de finale.
Oktober
Tijdens de World Grand Prix was Van Gerwen te sterk voor Gary Anderson, Stephen Bunting, Chris Dobey en Peter Wright, waarna hij met 5-3 won van Nathan Aspinall in de finale.
November
Op 27 november won Van Gerwen voor de zevende keer in zijn loopbaan de Players Championship Finals. In de finale, waarin hij een negendarter en een maximale uitgooi van 170 liet noteren, ging hij met 11-6 in legs voorbij aan Engelsman Rob Cross.
Vol vertrouwen stoomde Van Gerwen door naar het WK van december waar hij zonder veel tegenstand de finale bereikte. In de finale bleek Michael Smith met 7-4 te sterk.

## Gespeelde finales toernooien

### BDO Major-toernooien
1 gespeeld (1 gewonnen, 0 verloren) 
| Resultaat | Nr. | Jaar | Kampioenschap        | Tegenstander | Score | Variant | Prijzengeld |
| Winnaar   | 1.  | 2006 | Winmau World Masters | Martin Adams | 7-5   | Sets    | £15.000     |

### PDC Major-toernooien
51 gespeeld (41 gewonnen, 10 verloren) 
| Resultaat | Nr. | Jaar | Kampioenschap                    | Tegenstander          | Score | Variant | Prijzengeld |
| Winnaar   | 1.  | 2012 | World Grand Prix                 | Mervyn King           | 6-4   | Sets    | £100.000    |
| Runner-up | 1.  | 2012 | Grand Slam of Darts              | Raymond van Barneveld | 14-16 | Legs    | £50.000     |
| Runner-up | 2.  | 2013 | World Darts Championship         | Phil Taylor           | 4-7   | Sets    | £100.000    |
| Winnaar   | 2.  | 2013 | Premier League Darts             | Phil Taylor           | 10-8  | Legs    | £150.000    |
| Winnaar   | 3.  | 2013 | Players Championship Finals      | Phil Taylor           | 11-7  | Legs    | £60.000     |
| Winnaar   | 4.  | 2014 | World Darts Championship         | Peter Wright          | 7-4   | Sets    | £250.000    |
| Runner-up | 3.  | 2014 | Premier League Darts             | Raymond van Barneveld | 6-10  | Legs    | £75.000     |
| Runner-up | 4.  | 2014 | World Matchplay                  | Phil Taylor           | 9-18  | Legs    | £50.000     |
| Winnaar   | 5.  | 2014 | World Grand Prix (2)             | James Wade            | 5-3   | Sets    | £100.000    |
| Winnaar   | 6.  | 2014 | European Darts Championship      | Terry Jenkins         | 11-4  | Legs    | £55.000     |
| Winnaar   | 7.  | 2015 | The Masters                      | Raymond van Barneveld | 11-6  | Legs    | £60.000     |
| Winnaar   | 8.  | 2015 | UK Open                          | Peter Wright          | 11-5  | Legs    | £60.000     |
| Runner-up | 5.  | 2015 | Premier League Darts             | Gary Anderson         | 7–11  | Legs    | £100.000    |
| Winnaar   | 9.  | 2015 | World Matchplay                  | James Wade            | 18-12 | Legs    | £100.000    |
| Runner-up | 6.  | 2015 | World Grand Prix                 | Robert Thornton       | 4-5   | Sets    | £45.000     |
| Winnaar   | 10. | 2015 | European Darts Championship (2)  | Gary Anderson         | 11-10 | Legs    | £65.000     |
| Winnaar   | 11. | 2015 | Grand Slam of Darts              | Phil Taylor           | 16-13 | Legs    | £100.000    |
| Winnaar   | 12. | 2015 | Players Championship Finals (2)  | Adrian Lewis          | 11-6  | Legs    | £65.000     |
| Winnaar   | 13. | 2016 | The Masters (2)                  | Dave Chisnall         | 11-6  | Legs    | £60.000     |
| Winnaar   | 14. | 2016 | UK Open (2)                      | Peter Wright          | 11-4  | Legs    | £60.000     |
| Winnaar   | 15. | 2016 | Premier League Darts (2)         | Phil Taylor           | 11-3  | Legs    | £200.000    |
| Winnaar   | 16. | 2016 | World Matchplay (2)              | Phil Taylor           | 18-10 | Legs    | £100.000    |
| Winnaar   | 17. | 2016 | World Grand Prix (3)             | Gary Anderson         | 5-2   | Sets    | £100.000    |
| Winnaar   | 18. | 2016 | European Darts Championship (3)  | Mensur Suljović       | 11-1  | Legs    | £100.000    |
| Winnaar   | 19. | 2016 | Grand Slam of Darts (2)          | James Wade            | 16-8  | Legs    | £100.000    |
| Winnaar   | 20. | 2016 | Players Championship Finals (3)  | Dave Chisnall         | 11-3  | Legs    | £75.000     |
| Winnaar   | 21. | 2017 | World Darts Championship (2)     | Gary Anderson         | 7-3   | Sets    | £350.000    |
| Winnaar   | 22. | 2017 | The Masters (3)                  | Gary Anderson         | 11-7  | Legs    | £60.000     |
| Winnaar   | 23. | 2017 | Premier League Darts (3)         | Peter Wright          | 11-10 | Legs    | £250.000    |
| Winnaar   | 24. | 2017 | European Darts Championship (4)  | Rob Cross             | 11-7  | Legs    | £100.000    |
| Winnaar   | 25. | 2017 | Grand Slam of Darts (3)          | Peter Wright          | 16-12 | Legs    | £112.500    |
| Winnaar   | 26. | 2017 | Players Championship Finals (4)  | Jonny Clayton         | 11-2  | Legs    | £100.000    |
| Winnaar   | 27. | 2018 | The Masters (4)                  | Raymond van Barneveld | 11-9  | Legs    | £60.000     |
| Winnaar   | 28. | 2018 | Premier League Darts (4)         | Michael Smith         | 11-4  | Legs    | £275.000    |
| Winnaar   | 29. | 2018 | World Grand Prix (4)             | Peter Wright          | 5-2   | Sets    | £100.000    |
| Runner-up | 7.  | 2018 | Players Championship Finals      | Daryl Gurney          | 9-11  | Legs    | £40.000     |
| Winnaar   | 30. | 2019 | PDC World Darts Championship (3) | Michael Smith         | 7-3   | Sets    | £500.000    |
| Winnaar   | 31. | 2019 | The Masters (5)                  | James Wade            | 11-5  | Legs    | £60.000     |
| Winnaar   | 32. | 2019 | Premier League Darts (5)         | Rob Cross             | 11-5  | Legs    | £275.000    |
| Winnaar   | 33. | 2019 | Champions League of Darts        | Peter Wright          | 5-2   | Sets    | £100.000    |
| Winnaar   | 34. | 2019 | World Grand Prix (5)             | Dave Chisnall         | 5-2   | Sets    | £110.000    |
| Winnaar   | 35. | 2019 | Players Championship Finals (5)  | Gerwyn Price          | 11-9  | Legs    | £100.000    |
| Runner-up | 8.  | 2020 | World Darts Championship         | Peter Wright          | 3-7   | Sets    | £200.000    |
| Winnaar   | 36. | 2020 | UK Open (3)                      | Gerwyn Price          | 11-9  | Legs    | £100.000    |
| Winnaar   | 37. | 2020 | Players Championship Finals (6)  | Mervyn King           | 11-10 | Legs    | £100.000    |
| Runner-up | 9.  | 2021 | European Darts Championship      | Rob Cross             | 11-8  | Legs    | £60.000     |
| Winnaar   | 38. | 2022 | Premier League Darts (6)         | Joe Cullen            | 11-10 | Legs    | £275.000    |
| Winnaar   | 39. | 2022 | World Matchplay (3)              | Gerwyn Price          | 18-14 | Legs    | £200.000    |
| Winnaar   | 40. | 2022 | World Grand Prix (6)             | Nathan Aspinall       | 5-3   | Sets    | £130.000    |
| Winnaar   | 41. | 2022 | Players Championship Finals (7)  | Rob Cross             | 11-6  | Legs    | £100.000    |
| Runner-up | 10. | 2023 | World Darts Championship         | Michael Smith         | 4-7   | Sets    | £200.000    |

- Wedstrijden worden beslist bij gewonnen legs of sets.

### World Series of Darts-toernooien
19 gespeeld (12 gewonnen, 7 verloren) 
| Resultaat | Nr. | Jaar | Kampioenschap                     | Tegenstander          | Score | Variant | Prijzengeld |
| Winnaar   | 1.  | 2013 | Dubai Duty Free Darts Masters     | Raymond van Barneveld | 11-7  | Legs    | $65.000     |
| Runner-up | 1.  | 2013 | Sydney Darts Masters              | Phil Taylor           | 3-10  | Legs    | £10.000     |
| Winnaar   | 2.  | 2014 | Dubai Duty Free Darts Masters (2) | Peter Wright          | 11-7  | Legs    | $65.000     |
| Winnaar   | 3.  | 2014 | Singapore Darts Masters           | Simon Whitlock        | 11-8  | Legs    | £10.000     |
| Runner-up | 2.  | 2014 | Perth Darts Masters               | Phil Taylor           | 9-11  | Legs    | £10.000     |
| Winnaar   | 4.  | 2015 | Dubai Duty Free Darts Masters (3) | Phil Taylor           | 11-8  | Legs    | $65.000     |
| Winnaar   | 5.  | 2015 | World Series of Darts Finals      | Peter Wright          | 11-10 | Legs    | £30.000     |
| Runner-up | 3.  | 2016 | Dubai Duty Free Darts Masters     | Gary Anderson         | 9-11  | Legs    | $40.000     |
| Winnaar   | 6.  | 2016 | Shanghai Darts Masters            | James Wade            | 8-3   | Legs    | Onbekend    |
| Runner-up | 4.  | 2016 | Tokyo Darts Masters               | Gary Anderson         | 6-8   | Legs    | £10.000     |
| Runner-up | 5.  | 2016 | Sydney Darts Masters              | Phil Taylor           | 9-11  | Legs    | Onbekend    |
| Winnaar   | 7.  | 2016 | Perth Darts Masters               | Dave Chisnall         | 11-4  | Legs    | Onbekend    |
| Winnaar   | 8.  | 2016 | World Series of Darts Finals (2)  | Peter Wright          | 11-9  | Legs    | £30.000     |
| Runner-up | 6.  | 2017 | Dubai Duty Free Darts Masters     | Gary Anderson         | 7-11  | Legs    | $40.000     |
| Winnaar   | 9.  | 2017 | Shanghai Darts Masters (2)        | Dave Chisnall         | 8-0   | Legs    | £20.000     |
| Winnaar   | 10. | 2017 | U.S. Darts Masters                | Daryl Gurney          | 8-6   | Legs    | £45.000     |
| Winnaar   | 11. | 2017 | World Series of Darts Finals (3)  | Gary Anderson         | 11-6  | Legs    | £50.000     |
| Winnaar   | 12. | 2018 | Auckland Darts Masters            | Raymond van Barneveld | 11-4  | Legs    | £20.000     |
| Runner-up | 7.  | 2018 | Brisbane Darts Masters            | Rob Cross             | 6-11  | Legs    | $10.000     |

- Wedstrijden worden beslist bij gewonnen legs.

### Europese Tour-finales
40 gespeeld (32 gewonnen, 8 verloren)
| Resultaat | Nr. | Jaar | Kampioenschap                 | Tegenstander     | Score | Variant |
| --------- | --- | ---- | ----------------------------- | ---------------- | ----- | ------- |
| Winnaar   | 1.  | 2013 | European Darts Open           | Simon Whitlock   | 6-2   | Legs    |
| Winnaar   | 2.  | 2013 | Austrian Darts Open           | Mervyn King      | 6-3   | Legs    |
| Winnaar   | 3.  | 2014 | Dutch Darts Masters           | Mervyn King      | 6-4   | Legs    |
| Runner-up | 1.  | 2014 | German Darts Masters          | Phil Taylor      | 4-6   | Legs    |
| Runner-up | 2.  | 2014 | European Darts Trophy         | Michael Smith    | 5-6   | Legs    |
| Winnaar   | 4.  | 2015 | German Darts Championship     | Gary Anderson    | 6-2   | Legs    |
| Winnaar   | 5.  | 2015 | Gibraltar Darts Trophy        | Terry Jenkins    | 6-3   | Legs    |
| Winnaar   | 6.  | 2015 | German Darts Masters          | John Henderson   | 6-5   | Legs    |
| Winnaar   | 7.  | 2015 | Dutch Darts Masters (2)       | Justin Pipe      | 6-0   | Legs    |
| Runner-up | 3.  | 2015 | European Darts Trophy         | Michael Smith    | 2-6   | Legs    |
| Winnaar   | 8.  | 2015 | European Darts Matchplay      | Dave Chisnall    | 6-4   | Legs    |
| Winnaar   | 9.  | 2016 | Dutch Darts Masters (3)       | Daryl Gurney     | 6-2   | Legs    |
| Winnaar   | 10. | 2016 | German Darts Masters (2)      | Peter Wright     | 6-4   | Legs    |
| Winnaar   | 11. | 2016 | Gibraltar Darts Trophy (2)    | Dave Chisnall    | 6-2   | Legs    |
| Winnaar   | 12. | 2016 | European Darts Open (2)       | Peter Wright     | 6-5   | Legs    |
| Winnaar   | 13. | 2016 | European Darts Trophy         | Mensur Suljović  | 6-5   | Legs    |
| Winnaar   | 14. | 2016 | European Darts Grand Prix     | Peter Wright     | 6-2   | Legs    |
| Runner-up | 4.  | 2017 | German Darts Championship     | Peter Wright     | 3-6   | Legs    |
| Winnaar   | 15. | 2017 | German Darts Masters (3)      | Jelle Klaasen    | 6-2   | Legs    |
| Runner-up | 5.  | 2017 | European Darts Grand Prix     | Peter Wright     | 0-6   | Legs    |
| Winnaar   | 16. | 2017 | European Darts Matchplay (2)  | Mensur Suljović  | 6-3   | Legs    |
| Winnaar   | 17. | 2017 | Austrian Darts Open (2)       | Michael Smith    | 6-5   | Legs    |
| Winnaar   | 18. | 2017 | Dutch Darts Masters (4)       | Steve Beaton     | 6-1   | Legs    |
| Winnaar   | 19. | 2017 | German Darts Grand Prix       | Rob Cross        | 6-3   | Legs    |
| Winnaar   | 20. | 2017 | European Darts Trophy (2)     | Rob Cross        | 6-4   | Legs    |
| Winnaar   | 21. | 2018 | European Darts Open (3)       | Peter Wright     | 8-7   | Legs    |
| Winnaar   | 22. | 2018 | German Darts Grand Prix (2)   | Peter Wright     | 8-5   | Legs    |
| Winnaar   | 23. | 2018 | European Darts Grand Prix (2) | James Wade       | 8-3   | Legs    |
| Winnaar   | 24. | 2018 | Dutch Darts Masters (5)       | Steve Lennon     | 8-5   | Legs    |
| Winnaar   | 25. | 2018 | Gibraltar Darts Trophy (3)    | Adrian Lewis     | 8-3   | Legs    |
| Winnaar   | 26. | 2018 | European Darts Matchplay (3)  | William O'Connor | 8-2   | Legs    |
| Winnaar   | 27. | 2018 | German Darts Championship (2) | James Wilson     | 8-6   | Legs    |
| Winnaar   | 28. | 2018 | European Darts Trophy (3)     | James Wade       | 8-3   | Legs    |
| Winnaar   | 29. | 2019 | European Darts Open (4)       | Rob Cross        | 8-6   | Legs    |
| Winnaar   | 30. | 2019 | German Darts Grand Prix (3)   | Simon Whitlock   | 8-3   | Legs    |
| Winnaar   | 31. | 2019 | German Darts Open             | Ian White        | 8-3   | Legs    |
| Winnaar   | 32. | 2019 | Austrian Darts Open (3)       | Ian White        | 8-7   | Legs    |
| Runner-up | 6.  | 2019 | Dutch Darts Masters           | Ian White        | 7-8   | Legs    |
| Runner-up | 7.  | 2019 | Austrian Darts Championship   | Mensur Suljović  | 7-8   | Legs    |
| Runner-up | 8.  | 2019 | European Darts Matchplay      | Joe Cullen       | 5-8   | Legs    |

- Wedstrijden worden beslist bij gewonnen legs.

### PDPA Players Championship-finales
36 gespeeld (27 gewonnen, 9 verloren)
| Resultaat | Nr. | Jaar | Kampioenschap                              | Tegenstander          | Score | Variant |
| --------- | --- | ---- | ------------------------------------------ | --------------------- | ----- | ------- |
| Winnaar   | 1.  | 2009 | PDPA Players Championship South West       | Vincent van der Voort | 6-3   | Legs    |
| Runner-up | 1.  | 2009 | PDPA Players Championship Scotland         | Colin Osborne         | 4-6   | Legs    |
| Runner-up | 2.  | 2010 | PDPA Players Championship Canada           | Jamie Caven           | 4-6   | Legs    |
| Runner-up | 3.  | 2011 | PDPA Players Championship Ireland          | Phil Taylor           | 3-6   | Legs    |
| Winnaar   | 2.  | 2012 | PDPA Players Championship Birmingham       | Simon Whitlock        | 6-1   | Legs    |
| Winnaar   | 3.  | 2012 | PDPA Players Championship Barnsley         | Ian White             | 6-1   | Legs    |
| Winnaar   | 4.  | 2012 | PDPA Players Championship Ireland          | Robert Thornton       | 6-5   | Legs    |
| Winnaar   | 5.  | 2012 | John McEvoy Gold Dart Players Championship | Nick Fullwell         | 6-3   | Legs    |
| Winnaar   | 6.  | 2012 | PDPA Players Championship Crawley          | Ian White             | 6-5   | Legs    |
| Winnaar   | 7.  | 2012 | PDPA Players Championship Barnsley         | Ian White             | 6-1   | Legs    |
| Winnaar   | 8.  | 2013 | PDPA Players Championship Wigan            | Stuart Kellett        | 6-1   | Legs    |
| Winnaar   | 9.  | 2013 | PDPA Players Championship Crawley          | Andy Hamilton         | 6-1   | Legs    |
| Winnaar   | 10. | 2014 | PDPA Players Championship Barnsley         | Dean Winstanley       | 6-1   | Legs    |
| Winnaar   | 11. | 2014 | PDPA Players Championship Crawley          | Michael Smith         | 6-4   | Legs    |
| Runner-up | 4.  | 2014 | PDPA Players Championship Ireland          | Justin Pipe           | 5-6   | Legs    |
| Winnaar   | 12. | 2014 | PDPA Players Championship Crawley          | James Wade            | 6-2   | Legs    |
| Winnaar   | 13. | 2015 | PDPA Players Championship Barnsley         | Adrian Lewis          | 6-1   | Legs    |
| Winnaar   | 14. | 2015 | PDPA Players Championship Coventry         | James Wade            | 6-5   | Legs    |
| Runner-up | 5.  | 2016 | PDPA Players Championship Barnsley         | Stephen Bunting       | 4-6   | Legs    |
| Runner-up | 6.  | 2016 | PDPA Players Championship Barnsley         | Benito van de Pas     | 5-6   | Legs    |
| Winnaar   | 15. | 2016 | PDPA Players Championship Barnsley         | Benito van de Pas     | 6-3   | Legs    |
| Runner-up | 7.  | 2016 | PDPA Players Championship Barnsley         | Ian White             | 0-6   | Legs    |
| Winnaar   | 16. | 2016 | PDPA Players Championship Barnsley         | Mensur Suljović       | 6-0   | Legs    |
| Winnaar   | 17. | 2016 | PDPA Players Championship Barnsley         | James Wilson          | 6-3   | Legs    |
| Winnaar   | 18. | 2016 | PDPA Players Championship Barnsley         | Steve West            | 6-5   | Legs    |
| Winnaar   | 19. | 2016 | PDPA Players Championship Ireland          | Christian Kist        | 6-1   | Legs    |
| Winnaar   | 20. | 2017 | PDPA Players Championship Milton Keynes    | Peter Wright          | 6-1   | Legs    |
| Winnaar   | 21. | 2017 | PDPA Players Championship Wigan            | Robert Thornton       | 6-2   | Legs    |
| Winnaar   | 22. | 2018 | PDPA Players Championship Barnsley         | James Wade            | 6-4   | Legs    |
| Winnaar   | 23. | 2018 | PDPA Players Championship Barnsley         | Corey Cadby           | 6-1   | Legs    |
| Winnaar   | 24. | 2018 | PDPA Players Championship Milton Keynes    | Chris Dobey           | 6-2   | Legs    |
| Winnaar   | 25. | 2018 | PDPA Players Championship Wigan            | Scott Taylor          | 6-4   | Legs    |
| Winnaar   | 26. | 2019 | PDPA Players Championship Wigan            | Jermaine Wattimena    | 8-4   | Legs    |
| Winnaar   | 27. | 2019 | PDPA Players Championship Wigan            | Ian White             | 8-5   | Legs    |
| Runner-up | 8.  | 2020 | PDPA Players Championship Wigan            | Ryan Searle           | 6-8   | Legs    |
| Runner-up | 9.  | 2020 | PDPA Players Championship Wigan            | Gerwyn Price          | 7-8   | Legs    |

- Wedstrijden worden beslist bij gewonnen legs.

## Prestatietabel

### PDC-toernooien
| Major-toernooien              | 2007 | 2008 | 2009 | 2010 | 2011 | 2012 | 2013 | 2014 | 2015 | 2016 | 2017 | 2018 | 2019 | 2020 | 2021 | 2022 | 2023 | 2024 | 2025 |
| ----------------------------- | ---- | ---- | ---- | ---- | ---- | ---- | ---- | ---- | ---- | ---- | ---- | ---- | ---- | ---- | ---- | ---- | ---- | ---- | ---- |
| PDC World Darts Championship  | GD   | 1R   | 2R   | 2R   | 1R   | 3R   | F    | W    | HF   | 3R   | W    | HF   | W    | F    | KF   | 3R*  | F    | KF   | F    |
| The Masters                   | GD   | GD   | GD   | GD   | GD   | GD   | KF   | HF   | W    | W    | W    | W    | W    | 1R   | 2R   | KF   | KF   | F    | 2R   |
| UK Open                       | 2R   | 1R   | 1R   | 1R   | 2R   | 3R   | KF   | HF   | W    | W    | GD   | 3R   | 4R   | W    | HF   | 5R   | F    | 4R   | 5R   |
| Premier League Darts          | GD   | GD   | GD   | GD   | GD   | GD   | W    | F    | F    | W    | W    | W    | W    | 6e   | HF   | W    | W    | HF   |      |
| World Cup of Darts            | GD   | GD   | GD   | GD   | GD   | GD   | 2R   | W    | HF   | F    | W    | W    | HF   | KF   | KF   | GD   | GD   | 2R   | GD   |
| World Matchplay               | 2R   | 2R   | 1R   | GD   | GD   | KF   | HF   | F    | W    | W    | KF   | 1R   | 2R   | 2R   | HF   | W    | 1R   | F    |      |
| Champions League of Darts     | GD   | GD   | GD   | GD   | GD   | GD   | GD   | GD   | GD   | F    | 1R   | HF   | W    | X*   | GD   | GD   | GD   | GD   | GD   |
| World Grand Prix              | GD   | GD   | 2R   | GD   | GD   | W    | KF   | W    | F    | W    | 1R   | W    | W    | KF   | 1R   | W    | 2R   | 1R   |      |
| European Darts Championship   | GD   | GD   | 2R   | 2R   | 1R   | 2R   | HF   | W    | W    | W    | W    | 2R   | 1R   | 2R   | F    | 1R   | KF   | 2R   |      |
| Grand Slam of Darts           | 1R   | 1R   | GD   | 1R   | 2R   | F    | 2R   | KF   | W    | W    | W    | HF   | HF   | KF   | KF   | KF   | 2R   | 1R   |      |
| Players Championship Finals   | GD   | GD   | 2R   | 3R   | 2R   | 3R   | W    | 2R   | W    | W    | W    | F    | W    | W    | KF   | W    | F    | 1R   |      |
| World Series of Darts         | 2007 | 2008 | 2009 | 2010 | 2011 | 2012 | 2013 | 2014 | 2015 | 2016 | 2017 | 2018 | 2019 | 2020 | 2021 | 2022 | 2023 | 2024 | 2025 |
| Dubai Darts Masters           | GD   | GD   | GD   | GD   | GD   | GD   | W    | W    | W    | F    | F    | GD   | GD   | GD   | GD   | GD   | GD   | GD   | GD   |
| Japan Darts Masters           | GD   | GD   | GD   | GD   | GD   | GD   | GD   | GD   | HF   | F    | GD   | GD   | GD   | GD   | GD   | GD   | GD   | GD   | GD   |
| US Darts Masters              | GD   | GD   | GD   | GD   | GD   | GD   | GD   | GD   | GD   | GD   | W    | KF   | KF   | GD   | GD   | F    | W    | KF   |      |
| Sydney Darts Masters          | GD   | GD   | GD   | GD   | GD   | GD   | F    | 1R   | KF   | F    | GD   | GD   | GD   | GD   | GD   | GD   | GD   | GD   | GD   |
| Singapore Darts Masters       | GD   | GD   | GD   | GD   | GD   | GD   | GD   | W    | GD   | GD   | GD   | GD   | GD   | GD   | GD   | GD   | GD   | GD   | GD   |
| Perth Darts Masters           | GD   | GD   | GD   | GD   | GD   | GD   | GD   | F    | HF   | W    | GD   | GD   | GD   | GD   | GD   | GD   | GD   | GD   | GD   |
| Auckland Darts Masters        | GD   | GD   | GD   | GD   | GD   | GD   | GD   | GD   | GD   | KF   | GD   | W    | GD   | GD   | GD   | GD   | GD   | GD   |      |
| Brisbane Darts Masters        | GD   | GD   | GD   | GD   | GD   | GD   | GD   | GD   | GD   | GD   | GD   | F    | KF   | GD   | GD   | GD   | GD   | GD   | GD   |
| Shanghai Darts Masters        | GD   | GD   | GD   | GD   | GD   | GD   | GD   | GD   | GD   | W    | W    | HF   | GD   | GD   | GD   | GD   | GD   | GD   | GD   |
| German Darts Masters          | GD   | GD   | GD   | GD   | GD   | GD   | GD   | GD   | GD   | GD   | KF   | KF   | 1R   |      |      |      |      |      |      |
| Melbourne Darts Masters       | GD   | GD   | GD   | GD   | GD   | GD   | GD   | GD   | GD   | GD   | GD   | GD   | W    | GD   | GD   | GD   | GD   | GD   | GD   |
| New Zealand Darts Masters     | GD   | GD   | GD   | GD   | GD   | GD   | GD   | GD   | GD   | GD   | GD   | GD   | W    | GD   | GD   | KF   | GD   | GD   |      |
| World Series of Darts Finals  | GD   | GD   | GD   | GD   | GD   | GD   | GD   | GD   | W    | W    | W    | KF   | W    | 2R   | HF   | KF   | W    | HF   |      |
| Europese tour                 | 2007 | 2008 | 2009 | 2010 | 2011 | 2012 | 2013 | 2014 | 2015 | 2016 | 2017 | 2018 | 2019 | 2020 | 2021 | 2022 | 2023 | 2024 | 2025 |
| German Darts Championship     | GD   | GD   | GD   | GD   | GD   | 1R   | 3R   | KF   | W    | 3R   | F    | W    | 2R   | 3R   | GD   | W    | HF   | KF   |      |
| Austrian Darts Open           | GD   | GD   | GD   | GD   | GD   | 3R   | W    | GD   | GD   | KF   | W    | GD   | W    | GD   | GD   | W    | HF   | KF   | GD   |
| Dutch Darts Masters           | GD   | GD   | GD   | GD   | GD   | 2R   | HF   | W    | W    | W    | W    | W    | F    |      |      |      |      |      |      |
| German Darts Masters          | GD   | GD   | GD   | GD   | GD   | 1R   | 2R   | F    | W    | W    | W    | GD   | GD   |      |      |      |      |      |      |
| European Darts Open           | GD   | GD   | GD   | GD   | GD   | 3R   | W    | 3R   | HF   | W    | 3R   | W    | W    | GD   | GD   | W    | KF   | 3R   |      |
| Gibraltar Darts Trophy        | GD   | GD   | GD   | GD   | GD   | GD   | KF   | 2R   | W    | W    | GD   | W    | 3R   | GD   | KF   | HF   | GD   | GD   | GD   |
| European Darts Trophy         | GD   | GD   | GD   | GD   | GD   | GD   | HF   | F    | F    | W    | W    | W    | GD   | GD   | GD   | GD   | GD   | GD   | GD   |
| UK Darts Masters              | GD   | GD   | GD   | GD   | GD   | GD   | 3R   | GD   | GD   | GD   | GD   | GD   | GD   | GD   | GD   | GD   | GD   | GD   | GD   |
| European Darts Grand Prix     | GD   | GD   | GD   | GD   | GD   | GD   | GD   | GD   | 2R   | W    | F    | W    | KF   | F    | GD   | 2R   | GD   | HF   |      |
| International Darts Open      | GD   | GD   | GD   | GD   | GD   | GD   | GD   | GD   | 3R   | GD   | GD   | GD   | GD   | F    | GD   | 3R   | F    | GD   | GD   |
| European Darts Matchplay      | GD   | GD   | GD   | GD   | GD   | GD   | GD   | GD   | W    | HF   | W    | W    | F    | GD   | GD   | GD   | 2R   | GD   |      |
| German Darts Grand Prix       | GD   | GD   | GD   | GD   | GD   | GD   | GD   | GD   | GD   | GD   | W    | W    | W    | GD   | GD   | HF   | GD   | F    | W    |
| German Darts Open             | GD   | GD   | GD   | GD   | GD   | GD   | GD   | GD   | GD   | GD   | KF   | KF   | W    |      |      |      |      |      |      |
| Dutch Darts Championship      | GD   | GD   | GD   | GD   | GD   | GD   | GD   | GD   | GD   | GD   | GD   | 2R   | GD   | GD   | GD   | 3R   | HF   | HF   |      |
| Danish Darts Open             | GD   | GD   | GD   | GD   | GD   | GD   | GD   | GD   | GD   | GD   | GD   | 3R   | GD   | GD   | GD   | GD   | GD   | GD   | GD   |
| Czech Darts Open              | GD   | GD   | GD   | GD   | GD   | GD   | GD   | GD   | GD   | GD   | GD   | GD   | 2R   | GD   | GD   | KF   | KF   | KF   |      |
| Belgian Darts Open            | GD   | GD   | GD   | GD   | GD   | GD   | GD   | GD   | GD   | GD   | GD   | GD   | GD   | GD   | GD   | 2R   | W    | 2R   | 2R   |
| Austrian Darts Championship   | GD   | GD   | GD   | GD   | GD   | GD   | GD   | GD   | GD   | GD   | GD   | GD   | F    |      |      |      |      |      |      |
| PDC Order of Merit (op 31-01) | 75   | 37   | 32   | 34   | 30   | 37   | 4    | 1    | 1    | 1    | 1    | 1    | 1    | 1    | 3    | 3    | 2    | 3    |      |

*In verband met een coronabesmetting kon van Gerwen de derde ronde van het WK in 2022 niet spelen.
*In verband met de coronapandemie ging de Champions League of Darts niet door in 2020.

### PDC Pro Tour
Naast de hoofdtoernooien organiseert de PDC ook de Pro tour, waaronder de Players Championships en de UK Open-kwalificatietoernooien. De winnaars daarvan spelen de Players Championship Finals en/of de UK Open
| Jaar | Winst | Plaats                                     |
| ---- | ----- | ------------------------------------------ |
| 2009 | 1×    | SW England                                 |
| 2012 | 5×    | Barnsley (2x), Birmingham, Crawley, Dublin |
| 2013 | 2×    | Crawley, Wigan                             |
| 2014 | 3×    | Barnsley, Crawley (2x)                     |
| 2015 | 2×    | Barnsley, Coventry                         |
| 2016 | 5×    | Barnsley (4x), Dublin                      |
| 2017 | 2×    | Milton Keynes, Wigan                       |
| 2018 | 4×    | Barnsley (2x), Milton Keynes, Wigan        |
| 2019 | 2×    | Wigan (2x)                                 |

| Jaar | Winst |
| ---- | ----- |
| 2012 | 1×    |
| 2013 | 5×    |
| 2014 | 1×    |
| 2015 | 3×    |
| 2016 | 3×    |
| 2017 | 1×    |
| 2018 | 2×    |

## Statistieken

### Hoogste gemiddelde op een PDC-toernooi
| Nummer | Gemiddelde | Score   | Tegenstander    | Toernooi                  | Datum      | Ronde     |
| ------ | ---------- | ------- | --------------- | ------------------------- | ---------- | --------- |
| 1      | *123.40    | 7-1 (L) | Michael Smith   | Premier League Darts      | 25-02-2016 | League    |
| 2      | 121.86     | 6-0 (L) | Steve Beaton    | Championship League Darts | 31-10-2012 | Groep (8) |
| 3      | *118.21    | 8-3 (L) | Paul Nicholson  | Perth Darts Masters       | 23-08-2014 | KF        |
| 4      | *117.95    | 7-5 (L) | Robert Thornton | Premier League Darts      | 07-04-2016 | League    |
| 5      | 117.94     | 6-2 (L) | Gary Anderson   | German Darts Championship | 15-02-2015 | F         |
| 6      | *116.90    | 7-0 (L) | James Wade      | Premier League Darts      | 23-04-2015 | League    |
| 7      | *116.67    | 7-2 (L) | Peter Wright    | Premier League Darts      | 03-03-2016 | League    |
| 8      | 115.57     | 6-1 (L) | Cristo Reyes    | Austrian Darts Open       | 25-06-2017 | HF        |
| 9      | 115.13     | 6-2 (L) | Jelle Klaasen   | European Darts Trophy     | 11-09-2016 | QF        |
| 10     | *114.91    | 9-2 (L) | Kim Huybrechts  | UK Open                   | 07-03-2015 | 5R        |

* is op een televisietoernooi.
- Het gemiddelde van 123.50 in één wedstrijd is het huidige wereldrecord gegooid door Peter Wright.

### 9-darters
| Datum      | Tegenstander          | Toernooi                     | Methode                             | Prijs       | Video |
| ---------- | --------------------- | ---------------------------- | ----------------------------------- | ----------- | ----- |
| 17-02-2007 | Raymond van Barneveld | Masters Of Darts             | T20, 2× T19; 3× T20; T20, T17, D18  | 10.000 euro |       |
| 25-07-2012 | Steve Beaton          | World Matchplay              | 3× T20; 3× T20; T20, T19, D12       | 2.500 pond  |       |
| 30-12-2012 | James Wade            | PDC World Darts Championship | 3× T20; 2× T20, T19; 2× T20, D12    | 7.500 pond  |       |
| 26-10-2014 | Raymond van Barneveld | European Darts Championship  | 2× T20, T19; 3× T20; 2× T20, D12    | 5.000 pond  |       |
| 05-03-2016 | Rob Cross             | UK Open                      | 3× T20; 3× T20; T20, T19, D12       | 10.000 pond |       |
| 23-11-2019 | Adrian Lewis          | Players Championship Finals  | 3× T20; 2× T20, T19; 2× T20, D12    | -           |       |
| 08-03-2020 | Daryl Gurney          | UK Open                      | 3× T20; 3× T20; T20, T19, D12       | -           |       |
| 27-11-2022 | Rob Cross             | Players Championship Finals  | 2 x T20, T19; 3 x T20; 2 x T20, D12 | ?           |       |

| Datum      | Tegenstander          | Toernooi                                     | Methode                                 | Prijs      | Video |
| ---------- | --------------------- | -------------------------------------------- | --------------------------------------- | ---------- | ----- |
| 12-02-2012 | Dave Chisnall         | UK Open Qualifier 2                          | T20, 2× T19; 3× T20; T20, T17, D18      | 1.200 pond |       |
| 15-10-2013 | Terry Jenkins         | Championship League Darts (groep vier)       | 3× T20; 3× T20; T20, T19, D12           | 100 pond   |       |
| 22-03-2014 | Phil Taylor           | Players Championship 3                       | 3× T20; 3× T20; T20, T19, D12           | ?          |       |
| 03-10-2015 | Raymond van Barneveld | Players Championship 18                      | 3× T20; 2× T20, Bullseye; T20, T17, D20 | ?          |       |
| 13-03-2016 | Ian White             | Players Championship 2                       | ?                                       | ?          |       |
| 21-09-2016 | Simon Whitlock        | Players Championship 15                      | 3× T20; 3× T19; T20, T18, D18           | ?          |       |
| 22-09-2016 | Joe Murnan            | Players Championship 16                      | ?                                       | ?          |       |
| 10-02-2017 | Ryan Murray           | UK Open Qualifier 4                          | 3× T20; 2× T20, T19; 2× T20, D12        | ?          |       |
| 10-02-2017 | Ryan Murray           | UK Open Qualifier 4                          | 2× T20, T19; 3× T20; 2× T20, D12        | ?          |       |
| 29-04-2017 | Robert Thornton       | Players Championship 9                       | 3× T20; 2× T20, T19; 2× T20, D12        | ?          |       |
| 04-02-2018 | Jermaine Wattimena    | UK Open Qualifier 3                          | 3× T20; T20, 2× T19; T20, T17, D18      | ?          |       |
| 30-06-2018 | Ryan Joyce            | European Darts Matchplay 2018 (tweede ronde) | 3× T20; 2× T20, T19; 2× T20, D12        | ?          |       |
| 28-09-2018 | Kyle Anderson         | Players Championship 19                      | 3× T20; 2x T20, T19; 2x T20, D12        | ?          |       |
| 10-02-2019 | Jonny Clayton         | Players Championship 2                       | 3× T20; 3× T20; T19, T16, D18           | ?          |       |
| 16-02-2019 | Jamie Hughes          | Players Championship 3                       | 2× T20, T19; 2x T20, T18; 2x T19, D18   | ?          |       |
| 24-03-2019 | Mensur Suljović       | European Darts Open 2019 (halve finale)      | 3× T20; T20, 2x T19; T19, Bullseye, D20 | ?          |       |
| 23-02-2020 | Cristo Reyes          | Players Championship 6                       | 3× T20; 3x T20; T20, T19, D12           | ?          |       |

### Prijzengeld PDC
| Jaar     | Pond        | Plaats |
| -------- | ----------- | ------ |
| 2007     | 27.836      | 25     |
| 2008     | 30.058      | 29     |
| 2009     | 47.673      | 30     |
| 2010     | 37.431      | 32     |
| 2011     | 46.557      | 33     |
| 2012     | 267.950     | 4      |
| 2013     | 591.521     | 2      |
| 2014     | 706.750     | 1      |
| 2015     | 922.009     | 1      |
| 2016     | 1.245.148   | 1      |
| 2017     | 1.050.320   | 1      |
| 2018     | 996.250     | 1      |
| 2019     | 1,754.540   | 1      |
| 2020     | 1,456.280   | 1      |
| Totaal   | Pond        | Plaats |
| Carrière | *£8.450.550 | 1      |

* Bijgewerkt op 12 februari 2020 (MEZT)

### Resultaten wereldkampioenschappen

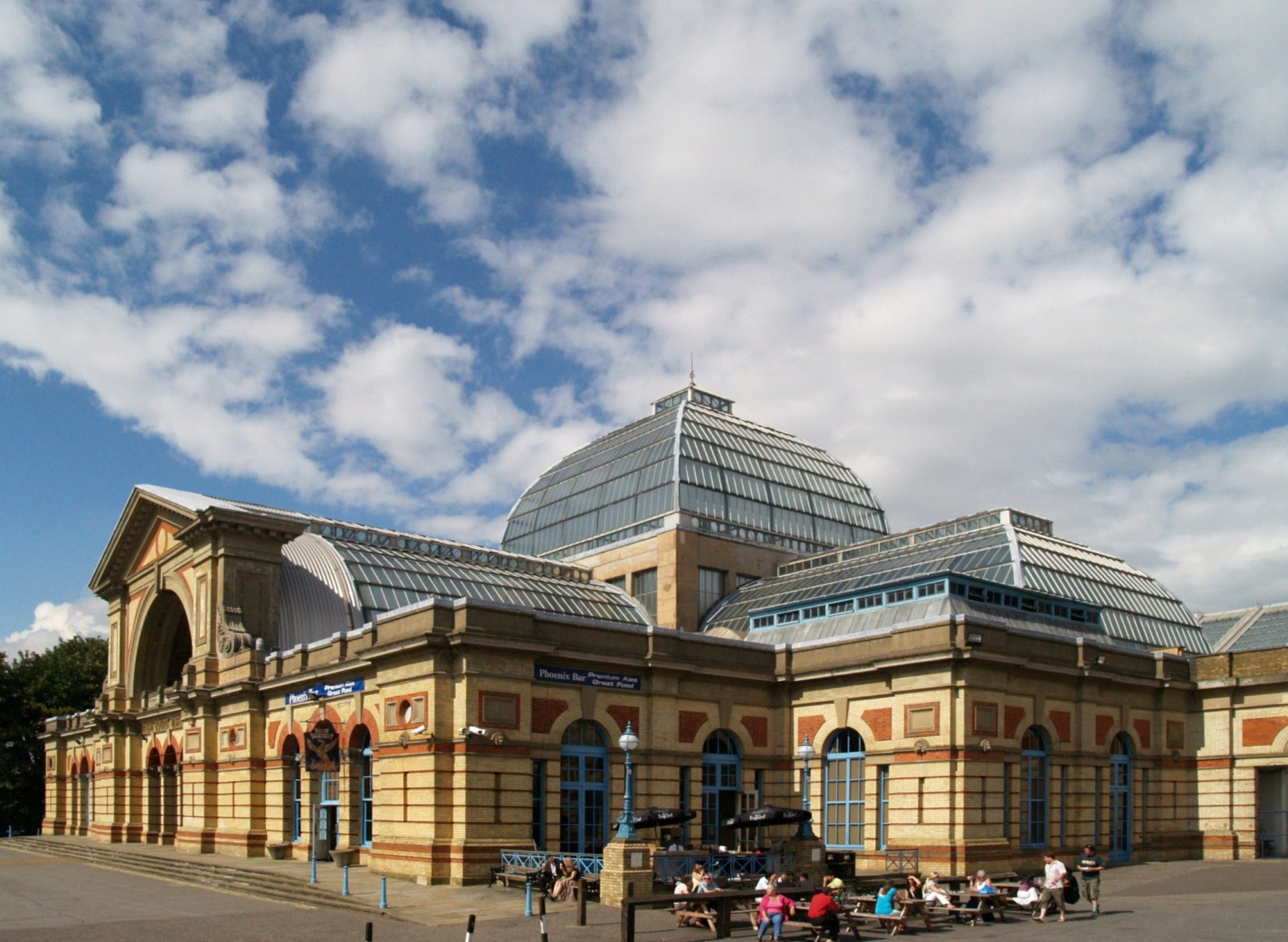
Alexandra Palace, locatie van het PDC-wereldkampioenschap sinds 2008

BDO
| Jaar | Resultaat | Tegenstander | Score |
| 2007 | 1R        | Gary Robson  | 2–3   |

PDC-jeugdwereldkampioenschap
| Jaar | Resultaat | Tegenstander  | Score |
| 2010 | F         | Arron Monk    | 4–6   |
| 2011 | F         | James Hubbard | 3–6   |

| Jaar | Resultaat | Tegenstander          | Score                                                                    |
| 2008 | 1R        | Phil Taylor           | 2–3                                                                      |
| 2009 | 2R        | Phil Taylor           | 0–4                                                                      |
| 2010 | 2R        | James Wade            | 2–4                                                                      |
| 2011 | 1R        | Mensur Suljović       | 1–3                                                                      |
| 2012 | 3R        | Simon Whitlock        | 3–4                                                                      |
| 2013 | F         | Phil Taylor           | 4–7                                                                      |
| 2014 | W         | Peter Wright          | 7–4                                                                      |
| 2015 | HF        | Gary Anderson         | 3–6                                                                      |
| 2016 | 3R        | Raymond van Barneveld | 3–4                                                                      |
| 2017 | W         | Gary Anderson         | 7–3                                                                      |
| 2018 | HF        | Rob Cross             | 5–6                                                                      |
| 2019 | W         | Michael Smith         | 7–3                                                                      |
| 2020 | F         | Peter Wright          | 3–7                                                                      |
| 2021 | KF        | Dave Chisnall         | 0–5                                                                      |
| 2022 | 3R        | Chris Dobey           | Reglementair verloren nadat hij positief werd getest op het coronavirus. |
| 2023 | F         | Michael Smith         | 4–7                                                                      |
| 2024 | KF        | Scott Williams        | 3–5                                                                      |

|    | Resultaat    |
| #R | Ronde        |
| KF | Kwartfinale  |
| HF | Halve finale |
| F  | Finale       |
| W  | Winnaar      |

### Resultaten op de World Matchplay
- 2007: Laatste 16 (verloren van Ronnie Baxter met 12-14)
- 2008: Laatste 16 (verloren van Wayne Mardle met 9-13)
- 2009: Laatste 32 (verloren van Raymond van Barneveld met 3-10)
- 2012: Kwartfinale (verloren van James Wade met 13-16)
- 2013: Halve finale (verloren van Adrian Lewis met 15-17)
- 2014: Runner-up (verloren van Phil Taylor met 9-18)
- 2015: Winnaar (gewonnen in de finale van James Wade met 18-12)
- 2016: Winnaar (gewonnen in de finale van Phil Taylor met 18-10)
- 2017: Kwartfinale (verloren van Phil Taylor met 6-16)
- 2018: Laatste 32 (verloren van Jeffrey de Zwaan met 6-10)
- 2019: Laatste 16 (verloren van Glen Durrant met 11-13)
- 2020: Laatste 16 (verloren van Simon Whitlock met 4-11)
- 2021: Halve finale (verloren van Peter Wright met 10-17)
- 2022: Winnaar (gewonnen in de finale van Gerwyn Price met 18-14)
- 2023: Laatste 32 (verloren van Brendan Dolan met 7-10)
- 2024: Runner-up (verloren van Luke Humphries met 15-18)
- 2025: Laatste 16 (verloren van Josh Rock met 11-13)

## PDC Awards
Het PDC Awards Dinner is een ceremonie die ieder jaar in januari wordt georganiseerd door de Professional Darts Corporation. De uitreiking van de prijzen wordt sinds 2005 gehouden in het Dorchester Hotel in Londen.

Van Gerwen werden daar de volgende onderscheidingen toegekend:
| Award                        |                                 | Jaar                   |
| ---------------------------- | ------------------------------- | ---------------------- |
| PDC Speler van het jaar      | gekozen door de PDC             | 2014, 2016, 2017, 2018 |
| PDPA Speler van het jaar     | gekozen door de PDPA            | 2013, 2016, 2017,      |
| Fans Speler van het jaar     | gekozen door de fans            | 2013, 2014, 2017       |
| PDC Jeugdspeler van het jaar | gekozen door de bond            | 2012, 2013             |
| Pro Tour Speler van het jaar | best gepresteerd in de Pro Tour | 2014, 2016, 2017, 2018 |

9-dartsspeld
- gouden speld (voor het gooien van een 9-darter op een PDC-televisietoernooi).
- zilveren speld (voor het gooien van een 9-darter op een PDC Pro Tour-evenement).

|                | 2013 | 2014 | 2015 | 2016 | 2017 |
| -------------- | ---- | ---- | ---- | ---- | ---- |
| gouden speld   | 2    | 1    | 1    |      | 1    |
| zilveren speld | 1    |      | 1    | 1    | 1    |

## Records
- Van Gerwen heeft het wereldrecord van het hoogste gemiddelde gegooid op een televisietoernooi: 123.40. Dit gebeurde op 25 februari 2016 in een wedstrijd tegen Michael Smith in de Premier League Darts. Van Gerwen won de wedstrijd met 7-1.
- Van Gerwen is de speler met het hoogste aantal perfecte pijlen op rij: negentien. Deze reeks gooide hij twee keer. De eerste keer was in de halve finale van het PDC WK 2013. Aan het einde van leg twee van set vijf begon deze perfecte serie met tweemaal T19. Wade won daarna de leg in zijn beurt. Daarna volgden in leg drie van set vijf negen perfecte pijlen op rij van Van Gerwen, met een 9-darter als resultaat: (T20, T20, T20 / T20, T20, T19 / T20, T20, D12), waarna hij in leg vier van set vijf nog eens acht perfecte pijlen wierp (T20, T20, T20 / T20, T20, T20 / T20, T19). Daarna miste hij de dubbel twaalf voor een tweede 9-darter op rij. Hiermee kwam de serie op ( (T19, T19) + (T20, T20, T20 / T20, T20, T19 / T20, T20, D12) + (T20, T20, T20 / T20, T20, T20 / T20, T19) ) wat neerkomt op negentien perfecte pijlen. Hiermee verbeterde hij het oude record van Phil Taylor, die in de Premier League-finale van 2010 zestien perfecte pijlen op rij gooide. De tweede keer was tijdens de vierde ronde van het UK Open 2016 tegen de qualifier Rob Cross. In een beurt van 96 gooide hij als laatste een T19. De beurt erna T20-T20-T19, hierna gooide hij de beurt uit met 170: T20-T20-bull. De volgende beurt gooide hij een 9-darter: T20-T20-T20 / T20-T20-T20 / T20-T19-D12. De volgende beurt gooide hij nog eens een 180: T20-T20-T20. Totaal dus ook 19 perfecte darts op een rij.
- Op 3 maart 2016 behaalde Van Gerwen in de Premier League Darts samen met Peter Wright bij elkaar opgeteld (Van Gerwen met 116.67 en Wright met 108.98) een 225.65 gemiddelde wat ook het hoogste gemiddelde door twee darters samen ooit gegooid bij een tv-evenement blijkt te zijn. Van Gerwen won de wedstrijd met 7-2.
- Op 8 juni 2014 behaalde Van Gerwen samen met Raymond van Barneveld in de World Cup of Darts het hoogste gemiddelde ooit gegooid door koppels. In de halve-finalepartij tegen Noord-Ierland gooide het Nederlandse duo een gemiddelde van 117.88, wat ook het vierde hoogste gemiddelde ooit gegooid op een major tv-toernooi blijkt te zijn.
- Van Gerwen werd met het winnen van de Winmau World Masters 2006 de jongste winnaar van een major ooit. Hij won de finale tegen Martin Adams met 7-5. Van Gerwen stond 2-5 achter in sets, maar won vervolgens vijf sets op rij.
- Op 14 oktober 2012 won hij, als eerste Nederlander, de World Grand Prix in Dublin.[31]
- Op 1 januari 2017 verbrak Van Gerwen het toernooirecord hoogste gemiddelde in één wedstrijd op het PDC World Darts Championship. Hij gooide gemiddeld 114.05 met drie pijlen.

## Michael van Gerwen versus

### Phil Taylor
- Van Gerwen kreeg tijdens zijn eerste WK in de eerste ronde van het PDC WK van 2008 tegen Phil Taylor een matchdart op dubbel twaalf. Hij miste echter.
- Van Gerwen was de eerste speler die Taylor wist te verslaan in de finale van twee PDC-hoofdtoernooien.
- Op 6 februari 2014 won Van Gerwen van Taylor in de Premier League Darts met 7-0, een zogeheten whitewash. Het was de eerste keer dat Taylor geen leg wist te winnen in een wedstrijd.[32]

Onderling resultaat
Het onderling resultaat is verdeeld in twee rijen. De eerste van voor 1 oktober 2012; toen was Van Gerwen nog jeugdspeler en nog niet definitief doorgebroken.

De tweede rij is van na zijn doorbraak bij de PDC (na het behalen van zijn eerste PDC-hoofdtoernooititel).
| Periode             | Gespeeld | Winst | Gelijk | Verloren | Win%   |
| Voor 1 oktober 2012 | 18       | 2     | 0      | 16       | 11,11% |
| Na 1 oktober 2012   | 30       | 18    | 1      | 11       | 60,00% |
| Totaal              | 48       | 20    | 1      | 27       | 41,66% |

- Bijgewerkt tot en met 13 maart 2016

### Raymond van Barneveld
Onderling resultaat
Het onderling resultaat is verdeeld in twee rijen. De eerste van voor 1 oktober 2012; toen was Van Gerwen nog jeugdspeler en nog niet definitief doorgebroken.

De tweede rij is van na zijn doorbraak bij de PDC (na het behalen van zijn eerste PDC-hoofdtoernooititel).
| Periode             | Gespeeld | Winst | Gelijk | Verloren | Win%   |
| Voor 1 oktober 2012 | 11       | 3     | 0      | 8        | 27.27% |
| Na 1 oktober 2012   | 28       | 20    | 0      | 8        | 71,42% |
| Totaal              | 39       | 23    | 0      | 16       | 58,97% |

- Bijgewerkt tot en met 3 januari 2016

## Privéleven
Van Gerwen trouwde in augustus 2014 met zijn vriendin, met wie hij al bijna tien jaar samen was. In 2017 kreeg het stel een dochter. Op 1 april 2020 kreeg het stel een zoon. Op 24 mei 2025 kondigde Van Gerwen de scheiding aan.
Op 26 april 2018 werd Van Gerwen benoemd tot ridder in de Orde van Oranje-Nassau.

## Marble Mania
In 2022 was Van Gerwen te zien in het televisieprogramma Marble Mania. Hij streed in diverse knikkerspellen tegen mededarters Raymond van Barneveld en Vincent van der Voort.